# Derek Enright
Derek Anthony Enright (ur. 2 sierpnia 1935 w Thornaby-on-Tees, zm. 31 października 1995) – brytyjski polityk i nauczyciel, poseł do Parlamentu Europejskiego I kadencji, w latach 1991–1995 członek Izby Gmin.

## Życiorys
Syn kolejarza Lawrence’a. Absolwent filologii klasycznej w Wadham College w Oksfordzie, uzyskał także Diploma of Education. Od 1959 pracował jako nauczyciel greki i łaciny w John Fisher School, następnie od 1967 jako wicedyrektor St Wilfrid’s Catholic High School w Featherstone. 
Zaangażował się w działalność polityczną w ramach Partii Pracy. W 1974 został członkiem rady hrabstwa West Yorkshire. W 1979 wybrany posłem do Parlamentu Europejskiego, przystąpił do frakcji socjalistycznej. W 1984 nie uzyskał reelekcji, od 1985 do 1987 był delegatem Komisji Europejskiej do Gwinei Bissau i następnie jej doradcą ds. państw Trzeciego Świata. W 1991 wybrany do Izby Gmin w wyborach uzupełniających, w 1992 uzykskał reelekcję. W krajowym parlamencie zasiadał do śmierci.
Od 1963 był żonaty z Jane Simmons, mieli czworo dzieci. Zmarł w wyniku choroby nowotworowej.